# 63-я гвардейская стрелковая дивизия
63-я гвардейская стрелковая дивизия — воинское соединение РККА, принимавшее участие в Великой Отечественной войне в составе 6-й гвардейской армии, 8-й армии, 2-й ударной армии, 21-й армии, 42-й армии, 55-й армии, 67-й армии.
Сокращённое наименование — 63-я гв. сд.

## Полное наименование
63-я гвардейская стрелковая Красносельская ордена Ленина, Краснознамённая, орденов Суворова и Богдана Хмельницкого дивизия

## История
Всем четырём полкам дивизии приказом Верховного Главнокомандующего было присвоено почётное наименование «Ленинградский» за отличие в боях при прорыве сильно укреплённой, развитой в глубину, долговременной обороны финнов и овладение населёнными пунктами Яппиля и Териоки 11 июня 1944 года.
После окончания Великой Отечественной войны дивизия выведена в Ленинградский военный округ. 
11 июля 1946 года была преобразована в 37-ю гвардейскую механизированную дивизию, 25 июня 1957 года — в 37-ю гвардейскую мотострелковую дивизию, 18 октября 1960 года — в  37-ю гвардейскую учебную мотострелковую дивизию.
В целях сохранения боевых традиций директивой от 6 февраля 1965 года дивизии было возвращено её наименование военных лет и она стала именоваться 63-я гвардейская учебная мотострелковая дивизия.
С конца 1980-х соединение носит наименование 56-й гвардейский окружной учебный Красносельский ордена Ленина, Краснознамённый, орденов Суворова и Богдана Хмельницкого центр подготовки младших специалистов (мотострелковых войск) и дислоцируется в п. Сертолово-2 Ленинградской области.

## Награды и почётные наименования
- Почетное звание  «Гвардейская» — присвоено приказом Народного комиссара обороны СССР от 19 января 1943 года за проявленную отвагу в боях за Отечество с немецкими захватчиками, за стойкость, мужество, дисциплину и организованность, за героизм личного состава.
- Почетное наименование «Красносельская» — присвоено приказом Верховного Главнокомандующего № 08 от 21 января 1944 года в ознаменование одержанной победы и отличие в боях за освобождение г.Красное Село.
- Орден Красного Знамени — награждена Указом Президиума Верховного совета СССР от 22 марта 1944 года[2] за образцовое выполнение боевых заданий командования на фронте борьбы с немецкими захватчиками, (форсирование реки Нарва и захват плацдарма на левом берегу в феврале месяце 1944 года), и проявленные при этом доблесть и мужество.[3]
- Орден Ленина — награждена указом Президиума Верховного Совета СССР от 22 июня 1944 года за образцовое выполнение заданий командования в боях с немецко-финскими захватчиками при прорыве сильно укрепленной долговременной обороны противника на Карельском перешейке севернее города Ленинграда и проявленные при этом доблесть и мужество.[4]

## Состав

### 1945 год
Новая нумерация частям дивизии присвоена 6 февраля 1943 года.
- 188-й гвардейский стрелковый Ленинградский[5] ордена Кутузова[6] полк
- 190-й гвардейский стрелковый Ленинградский[5] Краснознамённый ордена Кутузова[6] полк
- 192-й гвардейский стрелковый Ленинградский[5] ордена Александра Невского[6] полк
- 133-й гвардейский артиллерийский Ленинградский[5] ордена Александра Невского[6] полк
- 68-й отдельный гвардейский истребительно-противотанковый дивизион
- 79-я отдельная гвардейская зенитная батарея (до 10 февраля 1943 года)
- 66-я отдельная гвардейская разведывательная рота
- 73-й отдельный гвардейский сапёрный батальон
- 93-й отдельный гвардейский батальон связи (с 10.05.1943 года по 5.11.1944 года — 93-я отдельная гвардейская рота связи)[7]
- 573-й (70-й) отдельный медико-санитарный батальон
- 67-я отдельная гвардейская рота химической защиты
- 643-я (64-я) автотранспортная рота
- 642-я (69-я) полевая хлебопекарня
- 657-й (61-й) дивизионный ветеринарный лазарет
- 1410-я полевая почтовая станция
- 968-я полевая касса Государственного банка СССР[8]

### 1988 год
- управление, Сертолово
- 116-й гвардейский учебный мотострелковый полк, Осиновая Роща
- 270-й гвардейский учебный мотострелковый Ленинградский Краснознамённый, ордена Кутузова полк имени Ленинского комсомола
- 271-й гвардейский учебный мотострелковый Ленинградский полк, Сертолово
- 86-й гвардейский учебный танковый полк, Сертолово
- 133-й гвардейский учебный артиллерийский Ленинградский полк, Осиновая Роща
- 1034-й учебный зенитный артиллерийский полк, Песочный
- 955-й отдельный учебный ракетный дивизион
- 597-й отдельный учебный разведывательно десантный батальон, Песочный
- 93-й отдельный учебный батальон связи, Осиновая Роща
- 73-й отдельный учебный инженерно-сапёрный батальон, Песочный
- 376-й отдельный учебный ремонтно-восстановительный батальон
- 855-й отдельный учебный автомобильный батальон
- 573-й отдельный учебный медико-санитарный батальон[9]

## Периоды вхождения в состав Действующей армии
- 19 января 1943 года — 9 мая 1945 года

Перечень № 5 Стрелковых, горнострелковых, мотострелковых и моторизованных дивизий, входивших в состав действующей армии в годы Великой Отечественной войны 1941—1945 гг. / А. П. Покровский. — М.: Министерство обороны, 1956. — 218 с.

## Подчинение
| Дата             | Фронт (округ)               | Армия                 | Корпус                             | Примечания               |
| ---------------- | --------------------------- | --------------------- | ---------------------------------- | ------------------------ |
| 19.01.1943 года  | Ленинградский фронт         | -                     | -                                  | —                        |
| 01.02.1943 года  | Ленинградский фронт         | -                     | -                                  | —                        |
| 01.03.1943 года  | Ленинградский фронт         | 55-я армия            | -                                  | -                        |
| 01.04.1943 года  | Ленинградский фронт         | 55-я армия            | -                                  | -                        |
| 01.05.1943 года  | Ленинградский фронт         | 67-я армия            | 30-й гвардейский стрелковый корпус | -                        |
| 01.06. 1943 года | Ленинградский фронт         | 67-я армия            | 30-й гвардейский стрелковый корпус | -                        |
| 01.07. 1943 года | Ленинградский фронт         | 67-я армия            | 30-й гвардейский стрелковый корпус | -                        |
| 01.08.1943 года  | Ленинградский фронт         | 67-я армия            | 30-й гвардейский стрелковый корпус | -                        |
| 01.09.1943 года  | Ленинградский фронт         | -                     | 30-й гвардейский стрелковый корпус | -                        |
| 01.10.1943 года  | Ленинградский фронт         | -                     | 30-й гвардейский стрелковый корпус | -                        |
| 01.11.1943 года  | Ленинградский фронт         | 2-я Ударная армия     | 30-й гвардейский стрелковый корпус | -                        |
| 01.12.1943 года  | Ленинградский фронт         | 42-я армия            | 30-й гвардейский стрелковый корпус | -                        |
| 01.01.1944 года  | Ленинградский фронт         | 42-я армия            | 30-й гвардейский стрелковый корпус | -                        |
| 01.02.1944 года  | Ленинградский фронт         | -                     | 30-й гвардейский стрелковый корпус | -                        |
| 01.03.1944 года  | Ленинградский фронт         | -                     | 30-й гвардейский стрелковый корпус | -                        |
| 01.04.1944 года  | Ленинградский фронт         | 2-я Ударная армия     | 30-й гвардейский стрелковый корпус | -                        |
| 01.05.1944 года  | Ленинградский фронт         | 2-я Ударная армия     | 30-й гвардейский стрелковый корпус | -                        |
| 01.06.1944 года  | Ленинградский фронт         | 21-я армия            | 30-й гвардейский стрелковый корпус | -                        |
| 01.07.1944 года  | Ленинградский фронт         | 21-я армия            | 30-й гвардейский стрелковый корпус | -                        |
| 01.08.1944 года  | Ленинградский фронт         | -                     | 30-й гвардейский стрелковый корпус | -                        |
| 01.09.1944 года  | Ленинградский фронт         | 2-я Ударная армия     | 30-й гвардейский стрелковый корпус | -                        |
| 01.10.1944 года  | Ленинградский фронт         | -                     | 30-й гвардейский стрелковый корпус | -                        |
| 01.11.1944 года  | Ленинградский фронт         | 8-я армия             | 30-й гвардейский стрелковый корпус | -                        |
| 01.12.1944 года  | Ленинградский фронт         | 8-я армия             | 30-й гвардейский стрелковый корпус | -                        |
| 01.01.1945 года  | Ленинградский фронт         | 8-я армия             | 30-й гвардейский стрелковый корпус | -                        |
| 01.02.1945 года  | Ленинградский фронт         | 8-я армия             | 30-й гвардейский стрелковый корпус | -                        |
| 01.03.1945 года  | 2-й Прибалтийский фронт     | 6-я гвардейская армия | 30-й гвардейский стрелковый корпус | -                        |
| 01.04.1945 года  | Ленинградский фронт         | 6-я гвардейская армия | 30-й гвардейский стрелковый корпус | Курляндская группа войск |
| 01.05.1945 года  | Ленинградский фронт         | 6-я гвардейская армия | 30-й гвардейский стрелковый корпус | Курляндская группа войск |
| 10.07.1945 года  | Ленинградский военный округ | 6-я гвардейская армия | 30-й гвардейский стрелковый корпус | -                        |

## Командиры
- Симоняк, Николай Павлович, гвардии генерал-майор, (19 января 1943 — 19 апреля 1943 года)
- Щеглов, Афанасий Фёдорович, гвардии генерал-майор, (20 апреля 1943 — 5 октября 1944 года)
- Афанасьев, Анатолий Георгиевич, гвардии полковник (6 октября 1944 — февраль 1946 года)
- Парамзин, Владимир Кузьмич, гвардии генерал-майор (июль 1946 — 15 апреля 1947 года)
- Сухарев, Николай Михайлович, гвардии генерал-майор (15 апреля 1947 — 15 мая 1948 года)
- Петренко, Василий Яковлевич, гвардии полковник (15 мая 1948 — 25 июня 1951 года)
- Филиппов, Георгий Николаевич, гвардии генерал-майор (8 августа 1951 — 12 июня 1954 года)
- Мироненко, Иван Лукич, гвардии полковник, с 8.08.1955 гвардии генерал-майор (12 июня 1954 — 10 ноября 1956 года)
- Широканов, Александр Георгиевич, гвардии полковник, с 7.12.1957 гвардии генерал-майор (10 ноября 1956 — 14 сентября 1963 года)
- Кравченко, Иван Иванович, гвардии полковник, с 16.06.1965 гвардии генерал-майор (14 сентября 1963 — 5 октября 1966 года)
- Куз, Геннадий Иванович, гвардии генерал-майор танковых войск (21 октября 1968 — 5 января 1971 года)
- Стариков, Николай Никитович, гвардии полковник, с 15.12.1972 гвардии генерал-майор (4 марта 1971 — октябрь 1973 года)
- Лобов, Владимир Николаевич, гвардии полковник, с 25.04.1975 гвардии генерал-майор (октябрь 1973 — декабрь 1975 года)

## Отличившиеся воины дивизии
Герои Советского Союза:
- Афанасьев, Анатолий Георгиевич, гвардии полковник, командир 190-го гвардейского стрелкового полка. Указ Президиума Верховного совета СССР от 21 июня 1944 года.
- Звонарёв, Степан Демидович, гвардии сержант, помощник командира взвода 192-го гвардейского стрелкового полка. Указ Президиума Верховного совета СССР от 21 июля 1944 года.
- Игонин, Василий Александрович, гвардии ефрейтор, пулемётчик 190-го гвардейского стрелкового полка. Указ Президиума Верховного совета СССР от 29 июня 1945 года.
- Массальский, Владимир Григорьевич, гвардии капитан, командир роты автоматчиков 190-го гвардейского стрелкового полка. Указ Президиума Верховного совета СССР от 13 февраля 1944 года.
- Симоняк, Николай Павлович, гвардии генерал-майор, командир дивизии. Указ Президиума Верховного совета СССР от 10 февраля 1943 года.
- Шушин, Иван Фёдорович, гвардии красноармеец, пулемётчик 2-й пулемётной роты 192-го гвардейского стрелкового полка. Указ Президиума Верховного совета СССР от 21 февраля 1944 года.
- Щеглов, Афанасий Фёдорович, гвардии полковник, командир дивизии. Указ Президиума Верховного совета СССР от 13 февраля 1944 года.

 Кавалеры ордена Славы трёх степеней:
- Залётов, Николай Андреевич, гвардии старший сержант, командир отделения 188-го гвардейского стрелкового полка. Указ Президиума Верховного Совета СССР от 5 марта 1945 года.
- Иванов, Виктор Сергеевич, гвардии старшина, отделения разведки 190 -го гвардейского стрелкового полка. Указ Президиума Верховного Совета СССР от 24 марта 1546 года. Участник парада Победы 1945 года.
- Оришечко, Василий Макарович, гвардии старший сержант, командир пулемётного отделения 190-го гвардейского стрелкового полка. Перенаграждён указом Президиума Верховного Совета СССР от 24 октября 1966 года.
- Росляков, Александр Иванович, гвардии старший сержант, командир отделения роты автоматчиков 192-го гвардейского стрелкового полка. Указ Президиума Верховного Совета СССР от 24 марта 1945 года.